# 2012년 6월
| 2012년: 1월 · 2월 · 3월 · 4월 · 5월 · 6월 · 7월 · 8월 · 9월 · 10월 · 11월 · 12월 |

| <          | 2012년 6월 | 2012년 6월 | 2012년 6월  | 2012년 6월 | 2012년 6월  | >          |
| 일         | 월         | 화         | 수          | 목         | 금          | 토         |
|            |            |            |             |            | 1 4.12 계사 | 2 13 갑오  |
| 3 14 을미  | 4 15 병신  | 5 16 정유  | 6 17 무술   | 7 18 기해  | 8 19 경자   | 9 20 신축  |
| 10 21 임인 | 11 22 계묘 | 12 23 갑진 | 13 24 을사  | 14 25 병오 | 15 26 정미  | 16 27 무신 |
| 17 28 기유 | 18 29 경술 | 19 30 신해 | 20 5.1 임자 | 21 2 계축  | 22 3 갑인   | 23 4 을묘  |
| 24 5 병진  | 25 6 정사  | 26 7 무오  | 27 8 기미   | 28 9 경신  | 29 10 신유  | 30 11 임술 |

| 편집하기 |

## 2012년6월 30일(토요일)
사회
- 수인선 오이도역~송도역 구간이 개통되다.

## 2012년6월 29일(금요일)
정치
- 대한민국과 일본 사이의 한일군사정보협정이 체결 1시간 전에 무기한 연기되다.

## 2012년6월 28일(목요일)
세계
- 남중국해 도서 영유권을 둘러싼 중국과 베트남의 갈등이 심화하는 가운데, 중국 국방부가 베트남에 경고 메시지를 보내다.
- 이란이 영국과 대사관 폐쇄를 공식화하기로 합의하다.

## 2012년6월 27일(수요일)
행정
- 충청북도 청주시와 청원군이 주민투표 결과 하나의 자치시로 통합하기로 결정되다.

사회
- 전국건설노동조합이 무기한 파업에 돌입하다.

## 2012년6월 26일(화요일)
경제
- 대한민국과 콜롬비아와의 FTA 협상이 타결되다.

문화
- 대한민국 강원도 고성군에서 약 5000년 전의 신석기 시대 밭 유적이 동아시아 최초로 발견되다. KBS

## 2012년6월 25일(월요일)
선거
- 이집트의 선거관리위원회가 이집트의 차기 대통령으로 무함마드 무르시 박사가 당선되었음을 공식적으로 밝히다.

사회
- 화물연대가 운송료 인상 등을 요구하며 총 파업에 돌입하다.

## 2012년6월 23일(토요일)
사회
- 대한민국의 인구가 5000만 명을 돌파하다.

## 2012년6월 22일(금요일)
정치
- 파라과이 의회가 시위대와 경찰의 충돌 사건에 대한 책임을 물어 페르난도 루고 대통령을 탄핵하다.

## 2012년6월 21일(목요일)
사회
- 시리아에서 일어난 반정부 시위에 대한 진압 결과 119명이 사망하고 전투기 조종사가 망명하다.

## 2012년6월 20일(수요일)
사회
- 대한민국의 택시 노조가 이날 하루동안 파업에 돌입하여 대부분의 택시가 운행을 중단하다.

## 2012년6월 19일(화요일)
정치
- 파키스탄 대법원은 법정모독 혐의로 유사프 라자 길라니의 총리직을 박탈한다고 판결하다.

## 2012년6월 18일(월요일)
선거
- 그리스의 2차 총선 개표 결과 보수 집권 여당인 신민주주의당이 제 1당 지위를 유지하다.

정치
- 살만 빈 압둘아지즈 알사우드가 사우디아라비아의 왕세제 겸 부총리로 임명되다.
- G20 정상회의가 멕시코 로스카보스에서 개최되다.

## 2012년6월 17일(일요일)
선거
- 그리스에서 2차 총선거가 실시되다.
- 프랑스의 총선 개표 결과 집권 사회당이 단독 과반을 확보하다.

## 2012년6월 15일(금요일)
사회
- 수원 토막 살인 사건의 범인 우위안춘에 대해 법원이 사형을 선고하다.

## 2012년6월 13일(수요일)
사회
- 이라크의 여러 도시에서 연쇄 폭탄 테러 사건이 발생하여 최소 93명이 사망하고 312명 이상이 부상당하다.

## 2012년6월 11일(월요일)
사회
- 아프가니스탄에서 진도 5.7의 지진이 발생하여 최소 71명이 사망하다.

## 2012년6월 10일(일요일)
사회
- 페루에서 실종 되었던 헬리콥터가 인근 암벽에 충돌하여, 한국인 탑승자 8명을 포함한 전원이 사망한 것으로 밝혀지다.

선거
- 프랑스 총선에서 1차 투표에서 사회당이 승리하다.

## 2012년6월 9일(토요일)
경제
- 스페인 정부와 유로존이 구제금융을 지원하기로 합의하다.

## 2012년6월 8일(금요일)
경제
- 대한민국 최대의 게임 기업인 넥슨이 2011년도 매출액 기준 업계 3위 기업인 엔씨소프트를 인수하다.

## 2012년6월 7일(목요일)
경제
- 피치가 스페인의 신용등급을 A에서 BBB로 3단계 강등하다.

## 2012년6월 6일(수요일)
과학
- 동아시아와 태평양 지역에서 금성의 태양면 통과 현상이 관측되다.

## 2012년6월 4일(월요일)
정치
- 일본의 노다 요시히코 총리가 방위상을 포함한 각료 5명을 교체하는 개각을 단행하다.

## 2012년6월 3일(일요일)
사회
- 엘리자베스 2세의 즉위 60주년(다이아몬드 주빌리)을 축하하는 수상 퍼레이드가 런던 템스강에서 열리다.

## 2012년6월 2일(토요일)
사회
- 이집트 법원이 호스니 무바라크 전 대통령에게 시위대에 대한 유혈 진압의 혐의로 징역 25년형을 선고하다.